# オスカル・ドゥアルテ (サッカー選手)
オスカル・ドゥアルテ（スペイン語: Óscar Esaú Duarte Gaitán、1989年6月3日 - ）は、ニカラグア出身のコスタリカ人サッカー選手。アル・ワフダ・メッカ所属。コスタリカ代表。ポジションはDF。
オスカー・ドゥアルテやオスカル・デュアルテと表記されることもある。

## クラブ経歴
ニカラグアで生まれ、コスタリカのデポルティーボ・サプリサで選手となった。プンタレナスFCへのレンタル移籍も経て、デポルティーボ・サプリサで52試合に出場し、2013年にジュピラー・プロ・リーグのクラブ・ブルッヘに加入。2016年にRCDエスパニョールに移籍した。
2019年8月1日、レバンテUDにフリー移籍で加入し、2021年6月までの契約を締結した。2020年12月29日、レアル・ベティスとのリーグ戦にて移籍後初ゴールを挙げ、4-3での勝利に貢献した。
2022年6月24日、アル・ワフダ・メッカに移籍した。

## 代表経歴
2010年11月17日のジャマイカ代表戦で代表初出場、その後、コパ・セントロアメリカーナ2011にも出場したが、決勝戦でホンジュラス代表に敗れ、タイトル獲得とはならなかった。
2014年6月には2014 FIFAワールドカップに出場、ニカラグア生まれの選手としては初めてFIFAワールドカップの決勝ラウンドに進出した選手となった。グループリーグ第1戦ではウルグアイ代表と対戦し3-1で勝利、彼はこの試合で代表初得点をあげた。第2試合のイタリア代表戦にも出場、ジャンカルロ・ゴンサレス、ミチャエル・ウマーニャとの連携した守備で1-0の勝利を掴み決勝ラウンド進出となった。コスタリカはイングランド代表相手にスコアレスドロー、グループステージを無敗で突破した。6月29日のギリシャ代表戦で2枚目のイエローカードを提示され、次戦出場停止となった。チームはPK戦の末、史上初めての準々決勝進出となったが、このオランダ代表戦には出場出来ずコスタリカ代表もここで敗北した。

## 代表歴

### 出場大会
- コスタリカ代表
  - 2014 FIFAワールドカップ
  - 2018 FIFAワールドカップ
  - 2022 FIFAワールドカップ

### 試合数
- 国際Aマッチ 75試合 4得点（2010年-）[13]

| コスタリカ代表 | 国際Aマッチ | 国際Aマッチ |
| 年             | 出場        | 得点        |
| -------------- | ----------- | ----------- |
| 2010           | 1           | 0           |
| 2011           | 6           | 0           |
| 2012           | 0           | 0           |
| 2013           | 2           | 0           |
| 2014           | 11          | 2           |
| 2015           | 6           | 0           |
| 2016           | 7           | 0           |
| 2017           | 2           | 0           |
| 2018           | 9           | 0           |
| 2019           | 8           | 0           |
| 2020           | 3           | 0           |
| 2021           | 12          | 1           |
| 2022           | 7           | 1           |
| 2023           | 1           | 0           |
| 通算           | 75          | 4           |